# Élections régionales de 2007 à Madère
Les élections régionales de 2007 (en portugais : Eleições legislativas regionais na Madeira em 2007) se sont tenues le 6 mai 2007 à Madère afin d'élire les 47 députés de l'Assemblée législative.

## Résultats
| Partis                   | Partis                                | Voix    | %     | Sièges | +/-           |
| ------------------------ | ------------------------------------- | ------- | ----- | ------ | ------------- |
|                          | Parti social-démocrate (PPD/PSD)      | 90 377  | 64,24 | 33     | 11            |
|                          | Parti socialiste (PS)                 | 21 692  | 15,42 | 7      | 12            |
|                          | Coalition démocratique unitaire (CDU) | 7 650   | 5,44  | 2      | en stagnation |
|                          | CDS – Parti populaire (CDS-PP)        | 7 519   | 5,34  | 2      | en stagnation |
|                          | Bloc de gauche (BE)                   | 4 186   | 2,98  | 1      | en stagnation |
|                          | Mouvement du parti de la Terre (MPT)  | 3 175   | 2,26  | 1      | Nv.           |
|                          | Parti de la nouvelle démocratie (PND) | 2 931   | 2,08  | 1      | Nv.           |
|                          | Votes blancs                          | 1 148   | 0,82  |        |               |
|                          | Votes nuls                            | 2 019   | 1,43  |        |               |
|                          |                                       |         |       |        |               |
| Total                    | Total                                 | 140 697 | 100   | 47     | 21            |
| Abstentions              | Abstentions                           | 90 909  | 39,25 |        |               |
| Inscrits / participation | Inscrits / participation              | 231 606 | 60,75 |        |               |